# 悉尼奶爸
悉尼奶爸（英語：Sydney Daddy，1980/1981年— ) ，本名卢雄飞 ，出生于中华人民共和国江苏省，是澳大利亚華裔政治評論者、博客作者、媒體業者及工程師。籍贯江苏。毕业于东南大学和新南威尔士大学。2019年5月19日起開通Youtube賬號發表時事評論，爲其主要平臺，頻道追蹤者人數截至2023年5月為27萬名。

## 人物概要

### 生平
盧雄飛生於中華人民共和國江蘇省，畢業於东南大学计算机科系，為96年級校友。约在2014年移民澳大利亚新南威爾士州悉尼，并在当地的新南威尔士大学就读，主要攻读人工智能领域，2016年硕士毕业。家中育有二女。悉尼奶爸曾任職上海電視臺探索頻道本地化翻譯、後期製作人。移民澳洲后，盧雄飛也曾擔任特别广播服务公司在綫内容製作人，并是教育顧問公司“法學與技術服務”聯合創始人。而後妻子重返職場，盧承擔育兒照顾責任，是爲網絡名稱“悉尼奶爸”的由來。
2024年1月，悉尼奶爸受台北市信民協會的邀請參與「2024全球華文自媒體台灣大選觀選團」，與包括吳建民、夏明、袁弓夷、文昭等等在內一眾華人自媒體前往觀摩2024年臺灣大選。2024年10月，宣布以独立候选人身份在埃平选区参加澳洲新南威尔士立法议会议员補選，以第三名落選，次於自由黨及綠黨。

### 媒體
盧在2019年開啓Youtube頻道后，以華語針對澳大利亚、國際時事、中華人民共和國防疫政策發表看法。据英國衛報澳洲版2020年專訪透露，盧雄飛油管頻道觀衆美国佔17%，加拿大佔15%，其餘分佈于日本，臺灣以及欧洲，主要受衆為中年華語人士。他雖認爲靠頻道收益足以生活，但不認爲可作爲正式職業。悉尼奶爸政治立場自我認知為中右翼，曾多次批評左翼媒體。在一次采訪中國前外交官韓陽的過程中，奶爸亦提及自己是澳大利亚自由党的支持者。盧雄飛顧及安全問題，私下為人低調。

### 社群
悉尼奶爸在網絡媒體生涯，多次參與澳洲社群議題；澳洲運動員馬可·霍頓因批評孙杨服用禁藥，而家人遭中國民族主義者、中國共產黨支持者騷擾，涵括死亡威胁、入室等；盧雄飛考慮到中國人的“禮義廉恥”，认为有必要重新樹立澳洲社會对海外華人的印象，故在網絡上募捐一萬兩千美元，將全款交予霍頓家人，並代替騷擾者向後者道歉。于2021年，在安德萊德FunTea奶茶店職員遇襲事件中，盧雄飛也曾采訪該案營運者。除澳洲社群議題外，悉尼奶爸也關注國際事件，如中華人民共和國外交部長秦剛失蹤時，他曾參與對該案的網絡調查，並查到此事件传闻另一信源人物，傅曉田的Instagram賬號。

## 評價
悉尼奶爸的網絡媒體節目被衛報認爲“在各地華僑間都很成功，且不僅限於澳洲華僑”并有“說國語的艾倫·瓊斯”的稱號。 但也有輿論不以爲然，尤其他可能的親川普立場引起一些爭議，有輿論指“是為吸引關注而塑造右翼風格”。盧雄飛提及自己的理念：“[...]我的夢想是，如有很多人很善談，那我們能在公開的平臺上辯論、溝通”除參與澳洲本地社會議題外，盧雄飛曾游訪臺灣，他贊美臺灣人的禮儀，但也批評台灣交通亂象。

## 參引
1. ↑  Bang Xiao 和 Stephen Dziedzic. . ABC News. 2020-10-22  [2023-02-03] （中文）.
2. 1 2  Jason Fang. . ABC News. 2021-10-09  [2023-02-03] （中文）.
3. 1 2 3 4 5 6 7 8 9  Davies, Anne; Kuang, Wing. . The Guardian. 2022-05-11  [2023-02-03]. ISSN 0261-3077 （英国英语）.
4. ↑  Bill Birtles. . ABC News. 2021-06-21 （中文）.
5. 1 2  . 東南大學校友總會.   [2023-02-03]. （原始内容存档于2023-02-04）.
6. 1 2 3  . 領英 （英语）.
7. ↑  . Radio Free Asia.   [2023-02-03] （中文（中国大陆））.
8. ↑  . 民報. 2024-01-10  [2024-02-04]. （原始内容存档于2024-02-07）.
9. ↑  . The Daily Telegraph.   [2024-10-06] （英语）.
10. 1 2 3 4  . 臺北時報. 2022-05-14  [2023-02-04]. （原始内容存档于2022-06-16）.
11. ↑  . 澳洲人報. 2020-04-25 （英语）.
12. ↑  . 澳大利亚人报. 2020-05-23 （英语）.
13. ↑  . ABC News. 2021-02-08  [2023-02-04]. （原始内容存档于2022-12-25） （澳大利亚英语）.
14. ↑  . 自由時報. 2023-07-18  [2023-07-21]. （原始内容存档于2023-07-21） （中文（繁體））.
15. ↑  鍾如婷. . 民視新聞網.   [2023-02-04] （中文（繁體））.
16. ↑  陳則元. . 民視新聞網. 民間全民電視公司.   [2023-02-04]. （原始内容存档于2023-02-04） （中文（繁體））.